# El cuchillo de caza
El cuchillo de caza. Cuento de Haruki Murakami, incluido en el libro Sauce ciego, mujer dormida y publicado en 1990. El título original de la novela en japonés es "Hantingu naifu".

## Trama
Una joven pareja pasa una semana de vacaciones en la playa cerca de una base aérea norteamericana en Japón. El joven, narrador del cuento, repara en una extraña pareja norteamericana compuesta por una madre y su hijo compelido a una silla de ruedas; ésta, cuando se encuentran en la playa, brilla desde el mar como un cuchillo. La noche antes de marchar de allí coincide en el bar del hotel con el joven hijo impedido y le hace partícipe de su extraña devoción hacia su cuchillo de caza.